# Sehmatal
Sehmatal je obec v německé spolkové zemi Sasko. Nachází se v zemském okrese Krušné hory a má přibližně 6 100 obyvatel.

## Historie
Obec Sehmatal vznikla k datu 1. ledna 1999 sloučením tří do té doby samostatných obcí Cranzahl, Neudorf a Sehma. Lesní lánové vsi Cranzahl a Sehma jsou poprvé písemně zmíněné roku 1367, ves Neudorf je o téměř dvě století mladší.

## Geografie
Obec se nachází v Krušných horách poblíž česko-německé státní hranice. Nejbližší českou obcí jsou Vejprty. Všechny místní části leží v dlouhém údolí říčky Sehma. Nejvyššími body obce jsou hory Bärenstein a Kuhbrückenberg. Obcí prochází železniční trať Vejprty – Annaberg-Buchholz se dvěma nádražími (Cranzahl a Sehma). V železniční stanici Cranzahl na ni navazuje úzkorozchodná trať Fichtelbergbahn se zastávkami Kretscham-Rothensehma, Vierenstraße, Neudorf a Unterneudorf.

## Správní členění
Sehmatal se dělí na 3 místní části:
- Cranzahl
- Neudorf
- Sehma

## Osobnosti

### Rodáci
- Benjamin Metzler (1650–1686), obchodník se suknem a bankéř
- Carl Gotthilf Nestler (1789–1864), podnikatel
- Friedrich Richard Küttner (1847–1929), majitel textilní továrny
- Hugo Küttner (1879–1945), výrobce umělého hedvábí
- Max Dietze (1897–1940), nacistický politik
- Fritz Gerstenberger (1898–1970), regionální básník
- Fritz Voigt (1910–1993), odborník na dopravu
- Gerhard Hönicke (1930–1984), atlet
- Heinz Nestler (* 1938), lyžařský trenér

### Osobnosti spojené s obcí
- William Hering (1812–1897), evangelický farář a politik
- Willy Kaltofen (1918–2012), hudebník a skladatel
- Gaby Nestler (* 1967), lyžařka
- Alexander Bau (* 1970), sáňkař
- Viola Bauer (* 1976), lyžařka
- Lutz Geißler (* 1984), geolog a paleontolog